# Górna Birma

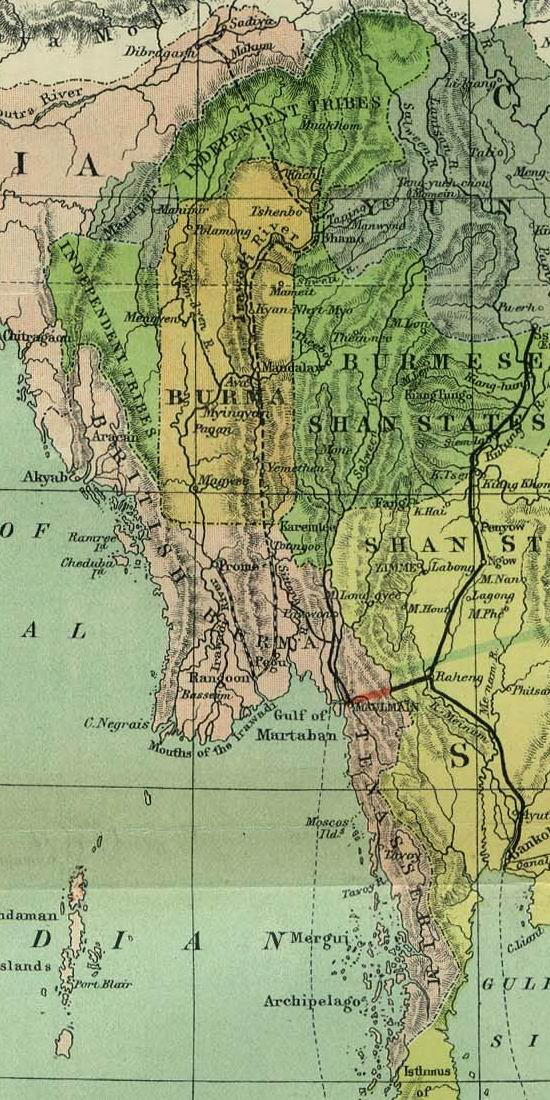
Geografia polityczna Birmy widziana oczami Brytyjczyków ok. 1885. Górną Birmę zaznaczono kolorem pomarańczowym; Birmę Brytyjską (Dolną Birmę) oraz inne posiadłości brytyjskie – kolorem różowym

Górna Birma (birm. အထက်မြန်မာပြည်, nazywana także Mjanmą Właściwą) – region geograficzny Birmy (Mjanmy) obejmujący tradycyjnie Mandalaj i jego peryferia (współczesne prowincje Mandalaj, Sikong i Magwe), a szerzej, także stany Kaczin i Szan.
W języku birmańskim osoby pochodzące z Górnej Birmy nazywane są zazwyczaj a-nya tha (အညာသား), podczas gdy ci, którzy wywodzą się z Dolnej Birmy to auk tha (အောက်သား).
Określenie to zostało użyte po raz pierwszy przez Brytyjczyków w odniesieniu do środkowej i północnej części obszaru obejmowanego obecnie mianem Mjanmy (Birmy). Po II wojnie brytyjsko-birmańskiej w roku 1852 Dolna Birma została anektowana przez Imperium brytyjskie, podczas gdy Górna Birma pozostawała niepodległa pod panowaniem Królestwa Birmy aż do czasu III wojny brytyjsko-birmańskiej w roku 1885. Górna Birma znana też była jako Birma Właściwa oraz jako Królestwo Ava. Historycznie, Górna Birma zamieszkana była głównie przez lud Bamar (Birmańczyków) (podczas gdy w Birmie Dolnej aż do początku XIX w. przeważał język mon), a Obszary Graniczne, jak nazywała je administracja kolonialna, obejmowały tereny mniejszości etnicznych, takie jak stany Szan i współczesny stan Kaczin.
To rozróżnienie między Górną a Dolną Birmą można odnaleźć także w niektórych instytucjach rządowych (na przykład departamenty Ministerstwa Edukacji przypisane są do Górnej lub Dolnej Birmy) oraz w części czasopism. Przykładem może być edycja The Myanmar Times w języku birmańskim – gazeta ta poświęca oddzielną szpaltę na wiadomości z Górnej Birmy. Jeśli chodzi o różnice językowe, istnieją drobne odmienności dialektów języka birmańskiego używanego przez Górnych Birmańczyków. Dotyczą one zwłaszcza doboru słownictwa (tak jak w przypadku określeń pokrewieństwa różnicujących matczyną i ojcowską stronę rodziny, które nie są używane w mowie mieszkańców Dolnej Birmy). Język birmański używany wzdłuż doliny rzeki Irawadi, która obejmuje regiony leżące w delcie i na wybrzeżu Dolnej Birmy, cechuje się za to zdecydowaną jednolitością.